# Tournoi des Six Nations féminin 2014
Cet article traite de l'épreuve féminine. Pour la compétition masculine, voir Tournoi des Six Nations masculin 2014.
Pour un article plus général, voir Tournoi des Six Nations féminin.
Navigation
Tournoi féminin 2013 Tournoi féminin 2015
Le Tournoi des Six Nations féminin 2014, connu aussi comme RBS 6 Nations féminin en raison du sponsor Royal Bank of Scotland, est la treizième édition du Tournoi des six nations féminin, une compétition annuelle de rugby à XV disputée par six équipes européennes : Angleterre, pays de Galles, Irlande, France, Écosse et Italie.
Le tournoi se déroule du 31 janvier au 16 mars 2014 les mêmes semaines que pour le Tournoi masculin et selon un calendrier de cinq journées pendant lesquelles chaque participant affronte tous les autres. Les trois équipes qui, cette année, ont l'avantage de jouer un match de plus à domicile sont l'Irlande, le pays de Galles et la France.
Les françaises gagnent cette compétition en faisant leur quatrième Grand Chelem, après ceux de 2002, 2004 et 2005.

## Classement
| Rang | Nation         | J | V | N | D | Pm  | Pe  | Diff | Pts |
| ---- | -------------- | - | - | - | - | --- | --- | ---- | --- |
| 1    | France         | 5 | 5 | 0 | 0 | 162 | 21  | +141 | 10  |
| 2    | Angleterre     | 5 | 4 | 0 | 1 | 145 | 31  | +114 | 8   |
| 3    | Irlande (T)    | 5 | 3 | 0 | 2 | 137 | 42  | +95  | 6   |
| 4    | Italie         | 5 | 2 | 0 | 3 | 57  | 108 | -51  | 4   |
| 5    | Pays de Galles | 5 | 1 | 0 | 4 | 45  | 88  | -43  | 2   |
| 6    | Écosse         | 5 | 0 | 0 | 5 | 5   | 261 | -256 | 0   |

|  | Vainqueur du tournoi (n°1). |
|  | T : tenant du titre.        |

Attribution des points : Deux points sont attribués pour une victoire, un point pour un match nul, aucun point en cas de défaite.
Règles de classement : 1. point ; 2. différence de points de matchs ; 3. nombre d'essais marqués ; 4. titre partagé.

## Calendriers des matchs
Les heures sont données dans les fuseaux utilisés par les pays participants : WET (UTC+0) dans les îles Britanniques et CET (UTC+1) en France et en Italie.

### Première journée
| 31 janvier à 19 h 30  | Milltown House, Ashbourne RFC       | Irlande        | 59 – 0  | Écosse     |
| 1er février à 20 h 55 | Stade des Alpes, Grenoble           | France         | 18 – 6  | Angleterre |
| 2 février à 13 h 00   | Talbot Athletic Ground, Port Talbot | Pays de Galles | 11 – 12 | Italie     |

### Deuxième journée
| 7 février à 19 h 30 | Milltown House, Ashbourne RFC | Irlande | 14 – 6 | Pays de Galles |
| 8 février à 17 h 30 | Stade Ernest-Argeles, Blagnac | France  | 29 – 0 | Italie         |
| 9 février à 14 h 00 | Rubislaw, Aberdeen            | Écosse  | 0 – 63 | Angleterre     |

### Troisième journée
| Le 22 février à 18h30 | Stade de Twickenham, Londres        | Angleterre     | 17 – 10 | Irlande |
| Le 23 février à 14h00 | Talbot Athletic Ground, Port Talbot | Pays de Galles | 0 – 27  | France  |
| Le 23 février à 14h30 | Stadio Parco Urbano, Caserta        | Italie         | 45 – 5  | Écosse  |

### Quatrième journée
| Le 7 mars à 19h30 | The Stoop, Twickenham  | Angleterre | 35 – 3 | Pays de Galles |
| Le 8 mars à 17h00 | Aviva Stadium, Dublin  | Irlande    | 39 – 0 | Italie         |
| Le 9 mars à 14h00 | Howthornden, Édimbourg | Écosse     | 0 - 69 | France         |

### Cinquième journée

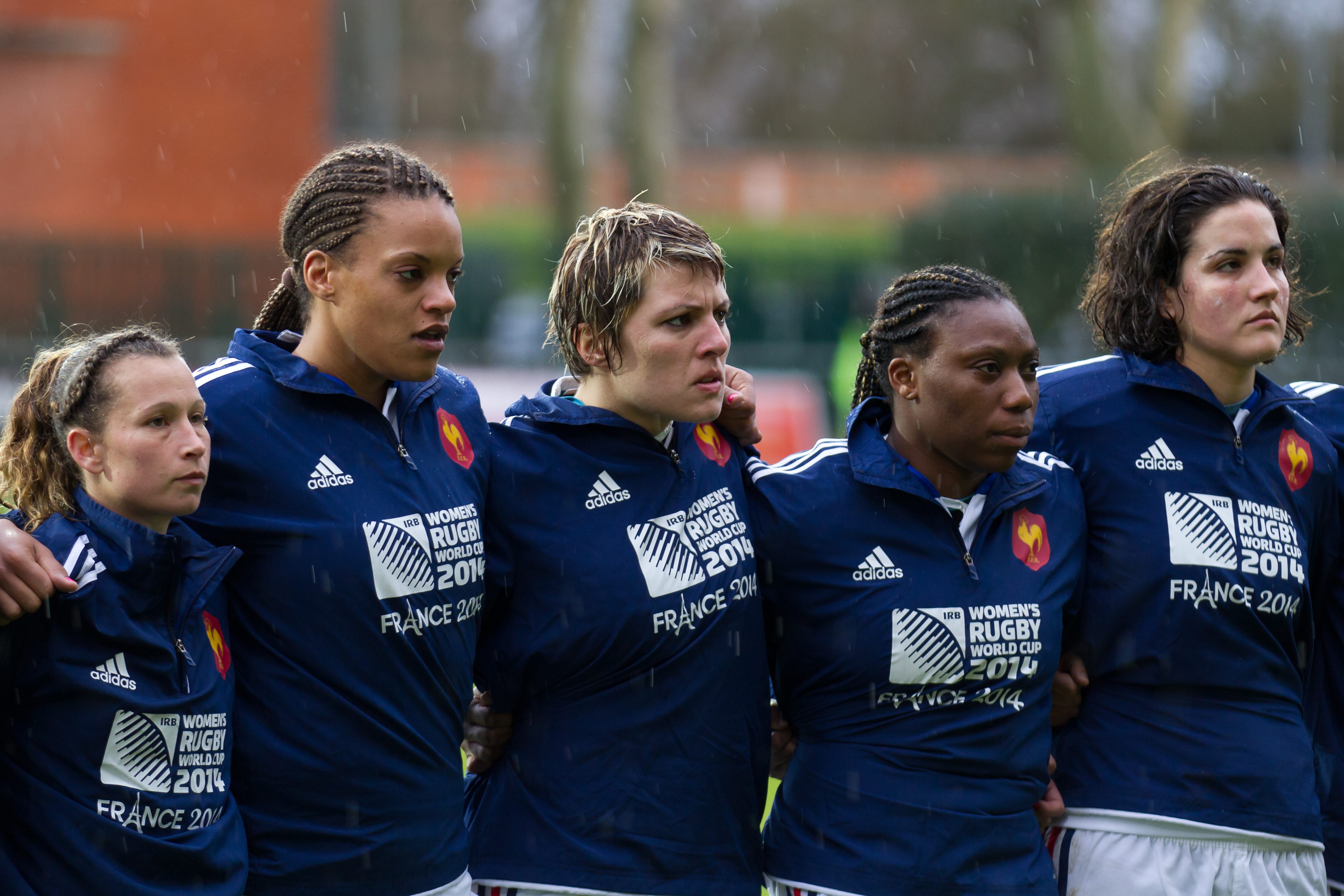
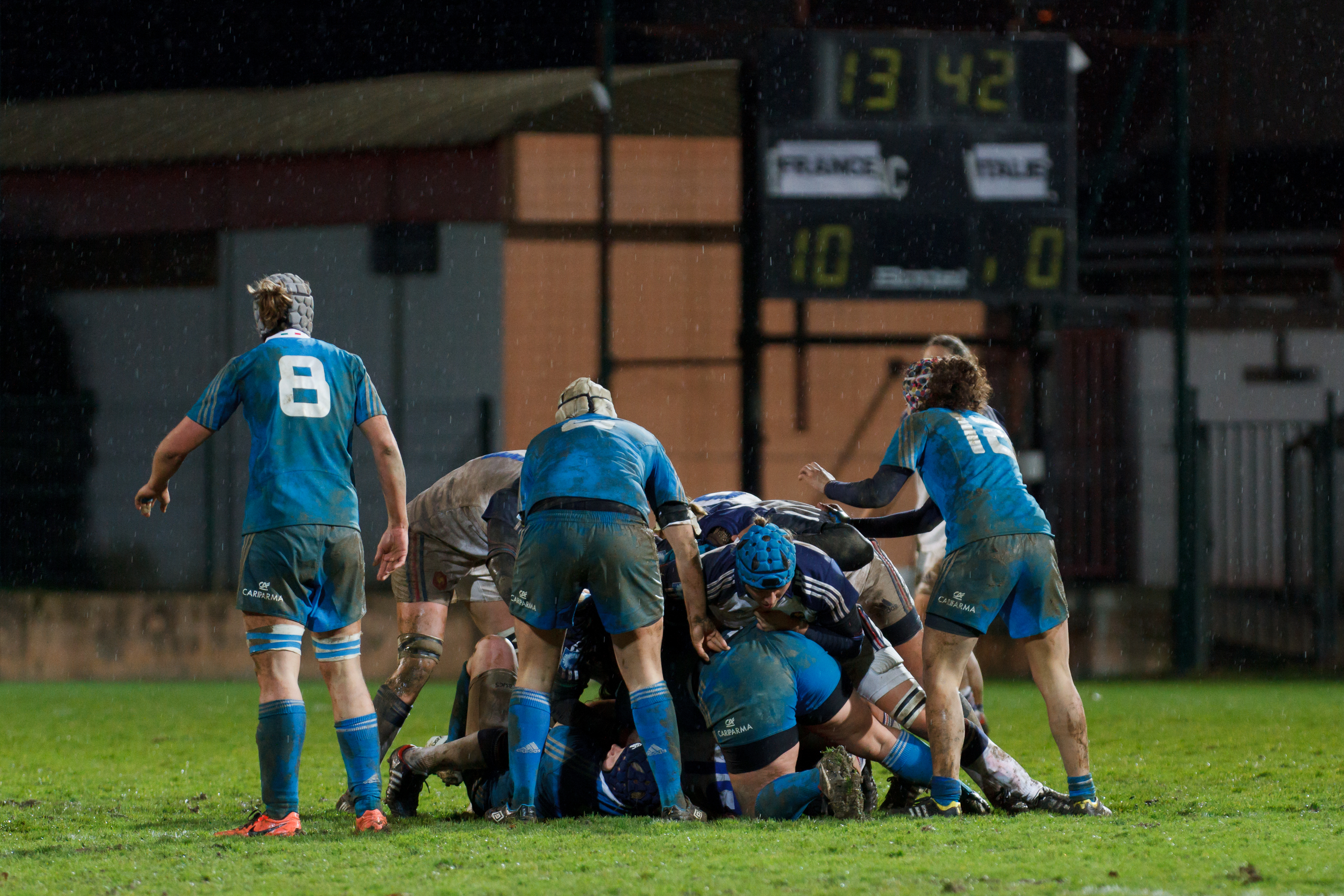

| Le 14 mars à 18h30 | Stade du hameau, Pau                | France         | 19 – 15 | Irlande    |
| Le 16 mars à 14h00 | Talbot Athletic Ground, Port Talbot | Pays de Galles | 25 – 0  | Écosse     |
| Le 16 mars à 15h00 | Rovato                              | Italie         | 0 – 24  | Angleterre |